# Châbles
Châbles is een gemeente in het district Broye van het kanton Fribourg in Zwitserland.

## Geografie
De gemeente ligt in de exclave Estavayer-le-Lac aan het meer van Neuchâtel. Châbles grenst aan Cheyres, Murist, Bollion, Châtillon en Font. De oppervlakte van de gemeente is 4,8 km².
- Hoogste punt: 650 m
- Laagste punt: 429 m

## Bevolking
De gemeente telt 769 inwoners. De meerderheid in Châbles is Franstalig en Rooms-Katholiek (60%). Slechts 20% is protestant.

## Economie
Meer dan de helft van de bevolking werkt in de primaire sector (landbouw). Voor de rest dienstverlening (hotel) en industrie. De aanleg van de uitbreiding van de snelweg A1 heeft mensen naar het dorp getrokken, die voornamelijk in de dienstverlening en industrie werkzaam zijn.

## Geschiedenis
De omgeving van Châbles was al vroeg bewoond. Bij La Cernia aan de oostelijke kant van het dorp werd bij de bouw van de snelweg A1 een dubbelsporige straat uit de Romeinse tijd ontdekt.
Châbles had in 1628 erg te lijden onder de pest en in 1642 door een brand.
Tot 1798 behoorde Châbles tot de voogdij van Font en Vuissens. In 1801 werd de toen bestaande grote gemeente Font-Châbles-Châtillon opgeheven. In 1809 werden de statuten van de gemeente vastgelegd.

## Externe links

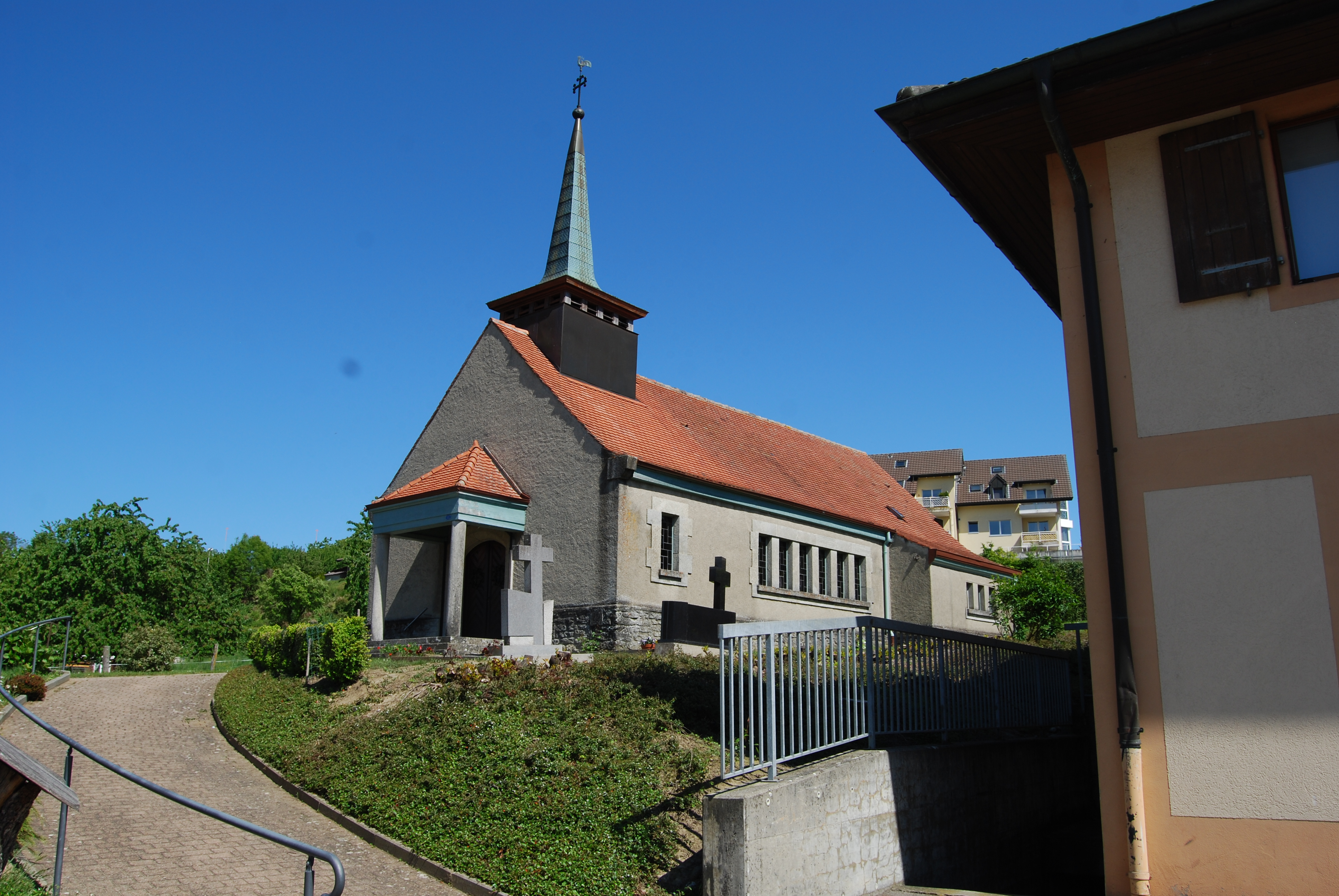
Châbles